# ジャネス・アルカイン
- ジャネス・アーケイン

ジャネス・ドス・サントス・アルカイン（ポルトガル語: Janeth dos Santos Arcain）は、ブラジルの元女子プロバスケットボール選手である。

## 来歴

### WNBA
アメリカ女子プロバスケットボールWNBA最初のシーズンとなる1997年、エリートドラフト2巡目全体13位でヒューストン・コメッツに指名され、7シーズンプレーした後、2004年はアテネオリンピック出場準備のため欠場するが、そのシーズンを除き2005年まで所属した。1997年から2000年までコメッツのWNBA4連覇に貢献し、2001年は平均18.5得点を記録し、MIPとファーストチームを受賞。

### ブラジル代表
ブラジル代表としても、1994年世界選手権で優勝、オリンピックでも1996年アトランタ大会で銀メダル、2000年シドニー大会で銅メダルをそれぞれ獲得。 Arcain also finished fourth in 2004年アテネ大会では4位に終わるも、オリンピック女子バスケットボールの大会記録となる535得点を獲得（2012年ロンドン大会でローレン・ジャクソンが更新）。いずれも自国開催の2006年世界選手権と2007年パンアメリカンゲームズに出場後、引退。

### 引退後
2015年に女子バスケットボール殿堂入り。
2016年リオデジャネイロオリンピックでは選手村村長を務めた。